# 糖用甜菜

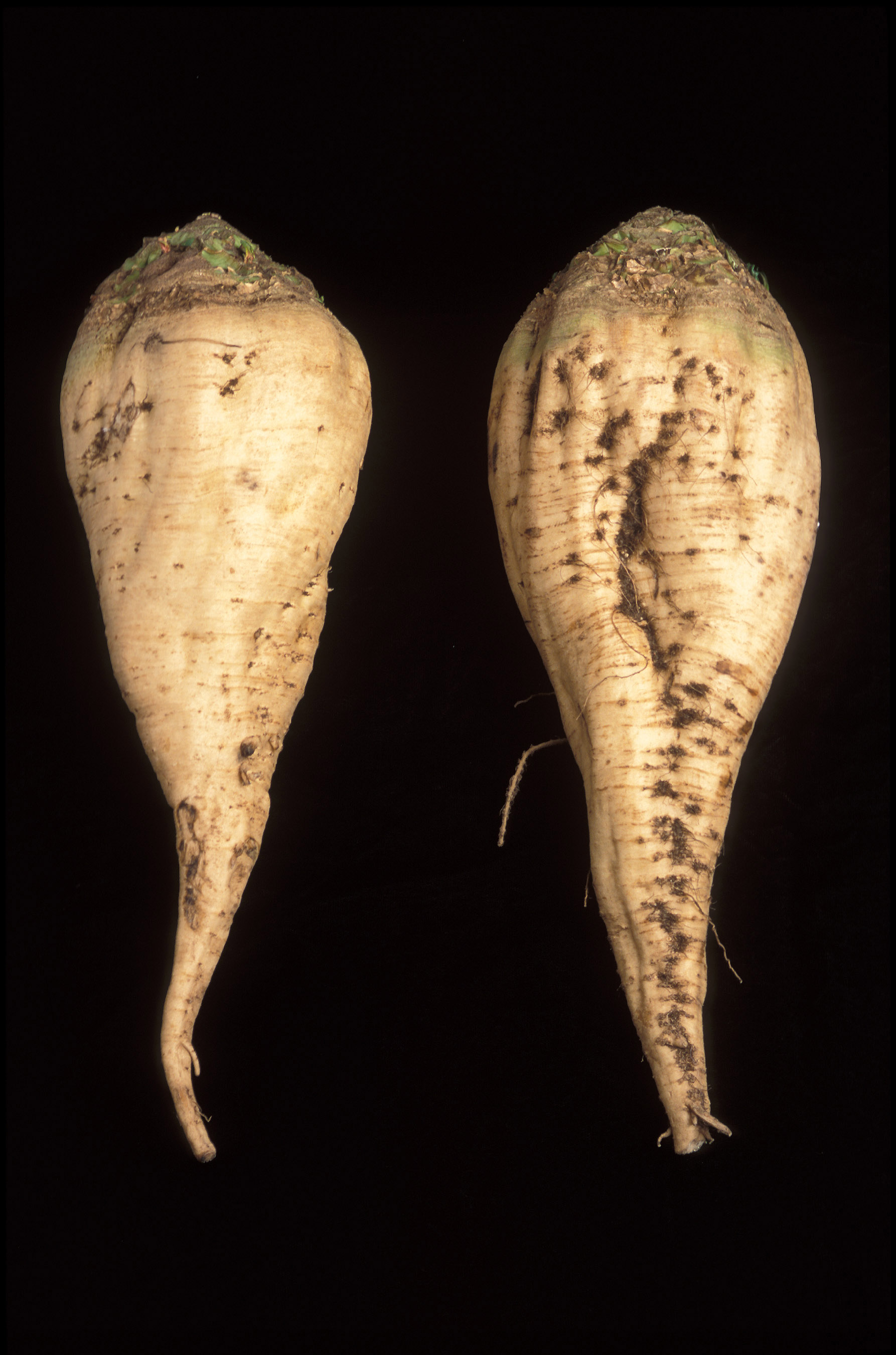
糖用甜菜

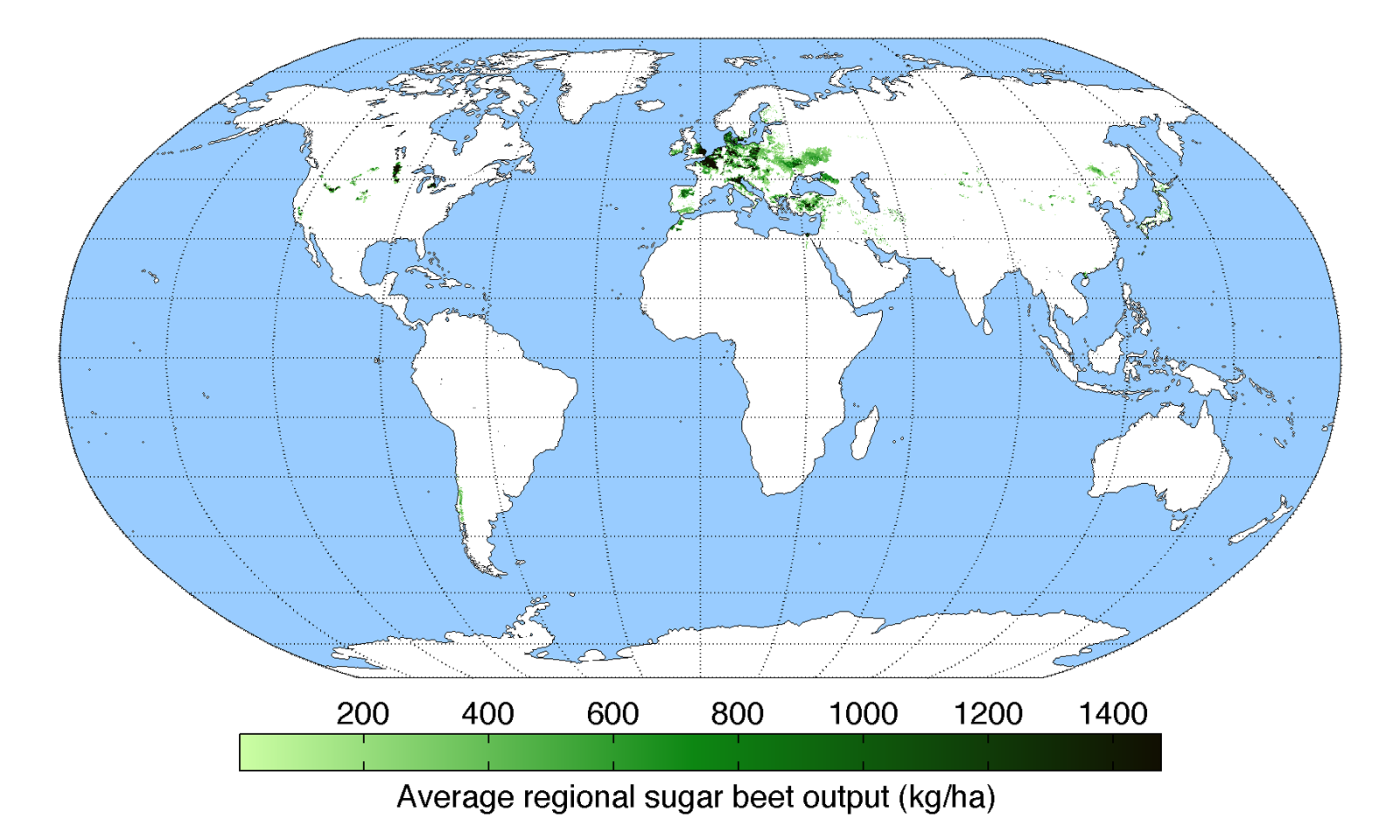
平均地區產量 (kg/英畝)

糖用甜菜也叫糖菜、糖萝卜、糖蔓菁，屬於藜亞科的一種農作植物。該植物的根莖，可以經由提煉產生蔗糖。在植物育種中，它被稱為普通甜菜 (Beta vulgaris) 的 Altissima 品種群。  與甜菜根和甜菜等其他甜菜品種一起，它屬於普通甜菜（Beta vulgaris）亞種。它最接近的野生近親是海甜菜（Beta vulgaris subsp. maritima）。
甜菜可生長在溫帶地區，與生長在熱帶地區的甘蔗形成互補，讓不能種植甘蔗的西歐、北歐及北美地區也能生產食糖，雖然甜菜的的含糖量較甘蔗為低，但生長期較短。2020年，俄羅斯、美國、德國、法國和土耳其是全球前五大甜菜生產國。2010-2011年，除北極地區外，歐洲和北美未能滿足國內對食糖的整體需求，均為食糖淨進口地區。2009 年，甜菜佔世界食糖產量的20%，到2013年將接近30%。甘蔗佔全球生產的其餘糖的大部分。

## 歷史
1747年普魯士化學家马格拉夫從甜菜根中分離出蔗糖的成份，但是此一發現當時沒有受到重視，當時歐洲食糖的供應主要還是從西印度群島進口。歐洲甜菜工業在拿破崙戰爭期間得到迅速的發展。1807年英國對法國及其歐陸盟國實施貿易封鎖，切斷了西印度群島對歐陸的食糖進口。為了使食糖的生產能自給自足，對此法國人Benjamin Delessert在1812年發展出以甜菜為原料的工業製糖技術，以取代對食糖的需求；這項技術使得寒溫帶的歐洲也能自行產糖，減少對熱帶產甘蔗糖的依賴，並進一步導致英屬西印度群島（巴貝多、牙買加）糖業的沒落與日後奴隸制度的廢除。至1840年，全球約5%的食糖是從甜菜提煉；到了1880年，全球超過50%的食糖是從甜菜提煉，歐洲的德國、奧地利、英國等都是當時的產糖大國，並一度出口食糖到全世界。目前甜菜糖仍佔有世界砂糖市場的30%左右，歐洲依然是世界最大的甜菜糖產地，主要供應歐洲市場。

## 生产统计
| 排名   | 国家   | 产量 (百万吨) |
| ------ | ------ | ------------- |
| 1      | 俄羅斯 | 33.9          |
| 2      | 美国   | 30.5          |
| 3      | 德国   | 28.6          |
| 4      | 法國   | 26.2          |
| 5      | 土耳其 | 23.0          |
| 6      | 波蘭   | 14.2          |
| 7      | 埃及   | 13.0          |
| 8      | 中国   | 11.6          |
| 9      | 乌克兰 | 9.2           |
| 10     | 荷蘭   | 6.7           |
| 总产量 | 世界   | 252.9         |

根據2005年統計，糖用甜菜的產量約有2.42億公噸。若以產國來分析，前十大分為：法國、德國、美國、俄羅斯、烏克蘭、土耳其、義大利、波蘭、英國及西班牙。
至2011年时，世界糖用甜菜总产量已达到2.716亿公吨，最大生产国为俄罗斯，每年生产4.76千万公吨。世界糖用甜菜平均产量为58.2吨每公顷。据2010年统计，世界糖用甜菜生产率最高的国家是智利，全国平均生产87.3吨每公顷。

## 参看
- 甜菜
- 转基因生物

## 註解
1. ↑  . Multilingual Multiscript Plant Name Database. 4 May 2013. （原始内容存档于4 May 2013）.
2. ↑  . Springer. 2012  [2023-05-15]. ISBN 978-1-4614-0841-3. （原始内容存档于2015-02-21）. The volume will be completely devoted to the sea beet, that is, the ancestor of all the cultivated beets. The wild plant, growing mainly on the shore of the Mediterranean Sea, remains very important as source of useful traits for beet breeding.
3. ↑   (PDF).   [2024-07-24]. （原始内容存档 (PDF)于2024-08-18）.
4. 1 2 3  . Food and Agriculture Organization.   [2023-05-15]. （原始内容存档于2016-11-12）.
5. ↑   (PDF). United States Department of Agriculture: FAS Information. 2011  [2023-05-15]. （原始内容存档 (PDF)于2011-10-05）.
6. ↑   (PDF). Food and Agriculture Organization, United Nations. 2009  [2023-05-15]. （原始内容 (PDF)存档于2015-09-05）.
7. ↑  Dohm, Juliane C.; Minoche, André E.; Holtgräwe, Daniela;  et al. . Nature (Nature Portfolio). 18 December 2013, 505 (7484): 546–549. Bibcode:2014Natur.505..546D. ISSN 0028-0836. PMID 24352233. doi:10.1038/nature12817  （英语）.
8. ↑  Hill, G.; Langer, R. H. M. . Cambridge, UK: Cambridge University Press. 1991: 197–199. ISBN 0-521-40563-7.
9. ↑  .   [2011-02-28]. （原始内容存档于2011-05-25）.
10. ↑  . Food and Agriculture Organization. 2011. （原始内容存档于2013-01-14）.